# Skol Beats 2007
Skol Beats 2007 foi a oitava edição do festival de música eletrônica Skol Beats promovido pela marca de cerveja Skol. Pela primeira vez desde que passou a ser realizado apenas na cidade de São Paulo, o Skol Beats teve dois dias de evento. Esta mudança foi para garantir o conforto do público durante o evento. Neste ano o evento contou com 31 atrações brasileiras e 29 internacionais, em 30 horas de evento. O novo local para o evento possuía 140 mil metros quadrados. Outra novidade desse ano foi a tenda Terra Urban Beats, que trouxe nomes da black music eletrônica para o evento.

## 4 de maio

### Skol Live Stage
Palco ao ar livre destinado a bandas e Live PAs de diversos estilos de música eletrônica. Principal espaço do evento.
- O cantor Rogério Flausino, do grupo Jota Quest, apresentou-se junto com o Life Is A Loop.
- 22h   Denise Konzen
- 23h   Magal
- 0h Nathan Fake (ao vivo)
- 1h    Addictive TV
- 2h Gui Boratto (ao vivo)
- 2h50  SugarDaddy (ao vivo)
- 3h40 20:20 Soundsystem
- 4h40  Life Is A Loop
- 6h Donnacha Costello (ao vivo) (não compareceu)
- 7h Mstrkrft (não compareceu)

### DJ Magazine
Tenda destinada ao electro house, com o nome da mais importante revista de música eletrônica do mundo.
- 22h   Ingrid
- 23h   Leo Janeiro
- 0h    Gabo
- 1h D Ramirez
- 2h30  Paulinho Boghosian
- 4h David Guetta
- 6h Sander van Doorn

### Terra Urban Beats
Estreando no Skol Beats, esta tenda é dedicada à black music eletrônica.
- 22h   LuiJ
- 23h   Puff
- 0h Antônia (Leilah Moreno, Cindy Mendes, Quelynah e DJ Milk)
- 1h    DJ CIA
- 2h DJ Qbert
- 3h30 Zegon
- 4h30 Afrika Bambaataa + TC Izlam
- 6h    Tony Touch

## 5 de maio

### Skol Live Stage
Palco ao ar livre destinado a bandas e Live PAs de diversos estilos de música eletrônica. Principal espaço do evento.
- 18h   Marcos & Marcelo Braga
- 19h   Julio Torres
- 20h   Propulse (ao vivo)
- 21h Carl Loben (DJ Mag)
- 21h30 The Cuban Brothers (ao vivo)
- 22h30 Bonde do Rolê (ao vivo)
- 23h30 Addictive TV
- 0h30  MixHell: Iggor Cavalera & Laima Leyton
- 1h30  Shapeshifters
- 2h30 The Crystal Method
- 4h Guy Gerber
- 5h Simian Mobile Disco
- 6h30 Mau Mau
- 8h    Murphy

### DJ Marky & Friends
Tenda destinada ao drum'n'bass. Apresentação dos MCs Lucky, MC Size, Stamina, Dynamite e SP.
- 18h   Marquinhos Espinosa
- 19h   Bungle
- 20h DJ Patife
- 22h   D-Bridge
- 0h DJ Marky
- 2h    Friction
- 4h Andy
- 5h    Fabio & Grooverider

87h    DJ Marky & Laurent Garnier

### Terra The End
Tenda destinada ao techno e ao house progressivo, com o nome de um dos mais importantes clubes de Londres.
- 18h   Junior C
- 19h   Rodrigo Ferrari
- 20h   Marcelinho CIC
- 21h   M.A.N.D.Y.
- 23h Renato Cohen
- 1h Laurent Garnier
- 4h Anderson Noise
- 6h Miss Kittin